# 埼玉県立北川辺高等学校
埼玉県立北川辺高等学校（さいたまけんりつ きたかわべこうとうがっこう）は、かつて埼玉県加須市麦倉にあった男女共学の県立高等学校。全日制普通科と普通科情報ビジネスコースを設置していた。
平成22年（2010年）4月1日、旧埼玉県立栗橋高等学校と統合。校名が埼玉県立栗橋北彩高等学校として旧埼玉県立栗橋高等学校の所在地に新たに開校した。
なお、跡地は2011年に開智未来中学校・高等学校が開校している。

## 設置していた学科
- 普通科
  - 情報ビジネスコース

## 沿革
- 1948年（昭和23年） - 埼玉県立不動岡高等学校北川辺分校が設立
- 1974年（昭和49年） - 埼玉県立北川辺高等学校が設立
- 1994年（平成6年） - 普通科情報ビジネスコース設置
- 2008年（平成20年） - 生徒募集停止
- 2010年（平成22年3月6日）- 最後の卒業式と統合記念式を挙行
- 2010年（平成22年3月31日）- 閉校
- 2010年（平成22年）4月1日 - 埼玉県立栗橋高等学校と統合され、埼玉県立栗橋北彩高等学校となった（所在地は旧県立栗橋高等学校）

## 校歌
- 作詞：栗原浩
- 作曲：秋山紀夫

1976年（昭和51年）2月19日制定

## 部活動
- サッカー部、バドミントン部、卓球部、バレーボール部、陸上部、ヨット部、野球部、テニス部、バスケットボール同好会、剣道部、情報ビジネス部、合唱部、吹奏楽部、JRC部、華道部、茶道部、写真部、書道部、アニメーション同好会、生徒会執行部

## アクセス
- 柳生駅東口より徒歩20分

## その他
- 野球部は1976年の創部以来夏の公式戦で勝ち星がなく、ニュース等で報道されたこともある。